# Michail Alexejewitsch Lawrentjew
Michail Alexejewitsch Lawrentjew (russisch Михаил Алексеевич Лавре́нтьев; * 6. Novemberjul. / 19. November 1900greg. in Kasan; † 15. Oktober 1980 in Moskau) war ein russischer Mathematiker und Physiker.

## Leben
Lawrentjew machte 1922 seinen Abschluss an der Lomonossow-Universität in Moskau und promovierte dort (russischer Doktorgrad, entspricht einer Habilitation) 1933 bei Nikolai Lusin. Danach war er Professor für Analysis und Funktionentheorie an der Lomonossow-Universität und ab 1934 Leiter der Abteilung Funktionentheorie am nach Moskau umgezogenen Steklow-Institut. 1939 wurde er Mitglied der Akademie der Wissenschaften der Ukrainischen SSR. Von 1939 bis 1941 und von 1944 bis 1949 leitete er das Mathematikinstitut der Akademie in Kiew und ab 1945 war er deren Vizepräsident. 1950 wurde er Direktor des Instituts für Mechanik und Rechentechnik der Ukraine.
Lawrentjew war einer der Hauptorganisatoren und (ab 1957) erster Vorsitzender der sibirischen Abteilung der Russischen Akademie der Wissenschaften. Durch die Gründung des Wissenschaftlerstädtchens Akademgorodok entstanden innerhalb kürzester Zeit zahlreiche Forschungseinrichtungen und die Nowosibirsker Staatsuniversität. Ab 1975 war er wieder in Moskau Moskauer Institut für Physik und Technologie (MIPT). Im Jahr 1971 wurde er zum Mitglied der Leopoldina sowie zum auswärtigen Mitglied (associé étranger) der Académie des sciences gewählt.
Er schrieb ein Buch über konforme Abbildungen, die er insbesondere in der Hydrodynamik anwandte, z. B. bei nichtlinearen Wellen, aber auch in der  Geotechnik und Bautechnik, was bei den großen Damm- und Kanalbauprojekten in Russland ab den 1940er Jahren erforderlich war. In den 1940er Jahren entwickelte er die Theorie quasikonformer Abbildungen für die Anwendung in der Theorie partieller Differentialgleichungen.

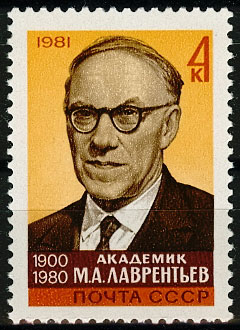

Nach S. P. Nowikow war er ein typisches Beispiel für die einseitige Ausrichtung sowjetischer Mathematiker der damaligen Zeit an Anwendungen in der Mechanik, was er mit einer Anekdote unterstreicht: zu seiner Meinung über die berühmte Lehrbuchreihe für theoretische Physik von Landau und Lifschitz befragt attestierte Lawrentjew ihnen eine gute Kenntnis der speziellen Funktionen.
Lawrentjew wurden zahlreiche Auszeichnungen verliehen: Held der sozialistischen Arbeit,  Leninpreis (1958) und der Sowjetische Staatspreis (1984) sowie die Lomonossow-Goldmedaille (1977). 1957 bis 1975 war er Vizepräsident der Sowjetischen Akademie der Wissenschaften. 1962 hielt er einen Vortrag auf dem Internationalen Mathematikerkongress in Stockholm (Sur les representations quasi-conformes).
Heute wird von der Russischen Akademie der Wissenschaften der M.-A.-Lawrentjew-Preis an hervorragende Wissenschaftler vergeben.
Der am 22. September 1979 von N. S. Tschernych am Krim-Observatorium in Nautschnyj entdeckte Asteroid des Hauptgürtels (7322) Lavrentina wurde nach ihm benannt.
Sein Sohn Michail M. Lawrentjew (1932–2010) war ebenfalls ein bedeutender russischer Mathematiker, Direktor des Mathematischen Instituts in Nowosibirsk und korrespondierendes Mitglied der russischen Akademie der Wissenschaften.

## Schriften
- Variational methods for boundary value problems for elliptic equations, Noordhoff 1963, New York, Dover 1989
- mit B.W.Schabat: Methoden der komplexen Funktionentheorie, Berlin, Deutscher Verlag der Wissenschaften 1967
- The problem of piercing at cosmic velocities, Washington D.C., NASA 1960 (NASA technical translation)